# Cacia elegans
Cacia elegans är en skalbaggsart som beskrevs av Stefan von Breuning 1939. Cacia elegans ingår i släktet Cacia och familjen långhorningar. Inga underarter finns listade.